# Pálffy Móric
Gróf Pálffy Móric (Vöröskő, 1812. július 12. – Kaltenleutgeben, 1897. szeptember 14.) császári lovassági tábornok, a főrendiház tagja, császári és királyi kamarás, az Aranygyapjas rend birtokosa, 1861-1865 között Magyarország helytartója.

## Pályafutása

### Származása, ifjúkora
Édesapja gróf Pálffy Ferenc (1785–1841) császári és királyi kamarás, Édesanyja gróf Erdődy Jozefa (1788–1813). Szülei 1808. május 2-án kötöttek házasságot, melyből a következő gyermekek születettek:
- Hermina (1809–?); férje lippai gróf Tolomei Marius († 1879. áprilisában), császári és királyi kamarás és alezredes, kivel 1841. október 16-án lépett házasságra.[2]
- József (1810. november 15. – 1873. május 7.) Pozsony vármegye főispánja, aki a szabadságharc előtt nagy szerepet játszott a főrendiházban, mint az ellenzéki szónokok egyik vezére.
- Móric (1812–1897)

Már ifjú korában belépett a császári 7. vérteslovas ezredbe (Kürassierregiment), itt csakhamar kapitány lett. A negyvenes évek derekán nyugalomba vonult a hadseregtől. 1847-ben Pozsony vármegye adminisztrátora lett.

### Szerepe az 1848–49-es szabadságharc idején
Pálffy gróf 1848-49-ben a magyar szabadságharc ellen harcolt. 1848-ban, miután Pesten leszúrták Lamberget, Pálffy a bécsi kormányt bosszúra sarkallta. Munkásságát és életét ajánlotta fel a magyarok ellen. Még ez évben visszatért a császári sereg kötelékébe, a 3. könnyűlovassági (Chevauleger) ezredbe és őrnagyként szolgált. Windischgrätz tábornagy mellé osztották be. Amikor Kossuth Ivánka Imrét küldte Pálffyhoz, azzal az üzenettel, hogy minden magyar 15 nap alatt köteles hazájába visszatérni, máskülönben megszűnik magyarnak lenni. Pálffy kijelentette, hogy ez esetben ő nem magyar. Windischgrätz 1848. december 27-én Görgei Artúr visszavonulása után Győrt megszállta, a város kulcsaival Pálffyt küldte Ferenc Józsefhez Olmützbe. 1849-ben Haynau táborszernagy szárnysegéde lett, majd csendőrségi alezredes, később az 1. huszár ezred parancsnoka és ezredese. 1849. május 17-én több társával együtt felhívást bocsátott ki Pozsonyból, melyben a fegyver letételére szólította fel a magyarságot.

### Szerepe a provizórium éveiben

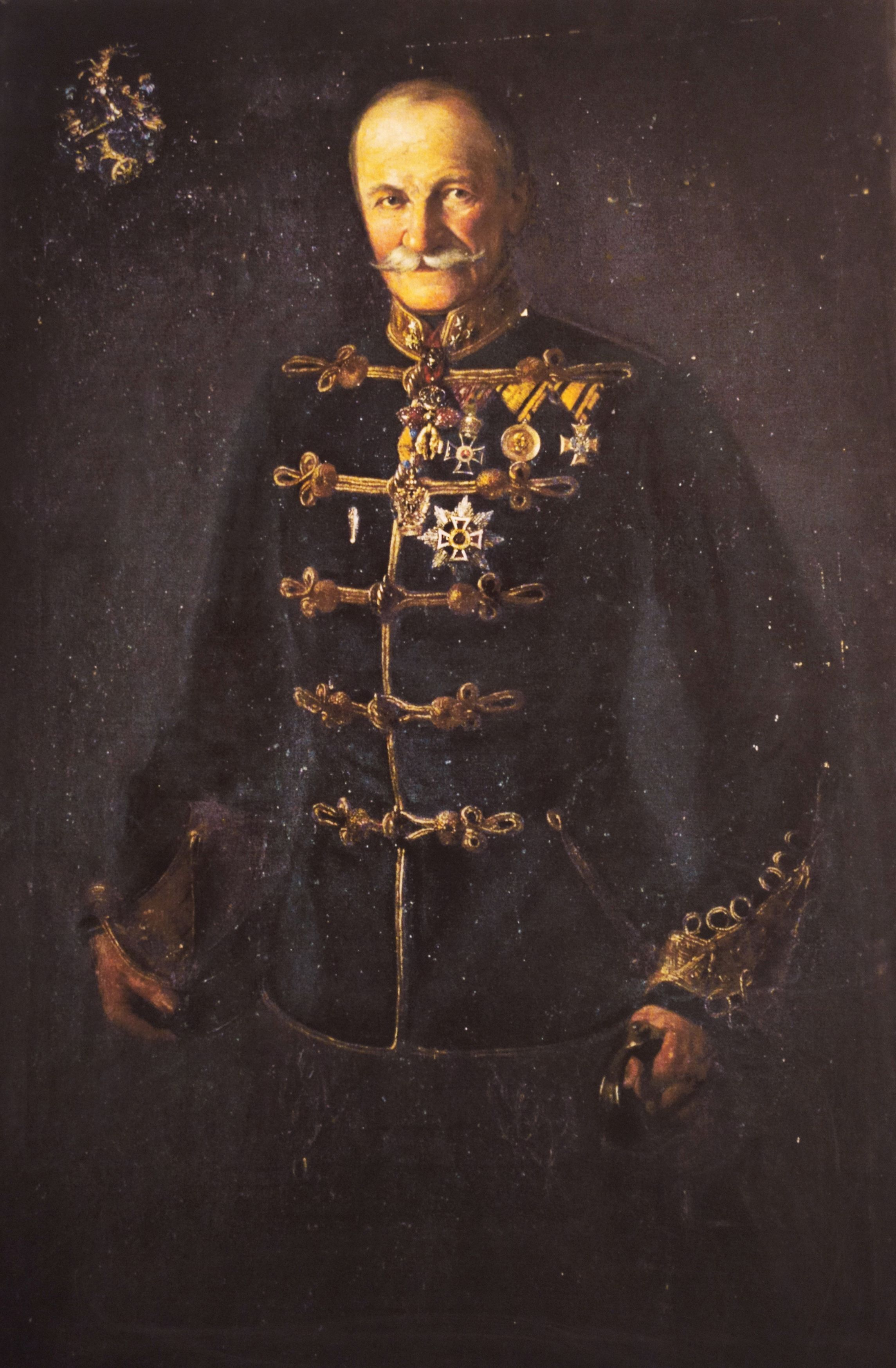
Pálffy Móricot ábrázoló festmény Szomolányban

Szinte korlátlan felhatalmazást kapott Ferenc Józseftől a rendőri-katonai erőszak alkalmazására, internálásokra, bebörtönzésre, zaklatásra, titkosrendőri adatgyűjtésre, hogy kellően megfélemlítse az ellenállni merészelő országot. A császárhű bürokrata még az olyan „jövendőmondások terjesztésére” is lesújtott, mint a Kossuth- és a Garibaldi-várás.
1852-ben a Szent István-rend kiskeresztjével tüntették ki. 1855-ben vezérőrnaggyá léptették elő és az 1. lovas hadtest parancsnoka lett, majd 1858-ban hasonló minőségben a 3. lovas hadtesthez vezényelték át. 1859-ben altábornaggyá léptették elő és a zágrábi hadosztály parancsnokává nevezték ki. Ugyanebben az évben megkapta a II. osztályú Vaskorona-rendet.
Az 1861. évi országgyűlés feloszlatása után Magyarország kormányzójává nevezték ki, és egyben valóságos belső titkos tanácsosi címet is kapott. Közönnyel intézte hazája szellemi életének elnyomását. E hivatalában 1865. július 18-ig maradt. Távozásakor a Lipót-rend nagykeresztjével tüntették ki. Egy ideig a brünni főparancsnoksághoz osztották be, majd 1867-től rendelkezési állapotba került, mint a 15. huszárezred tulajdonosa (1861-től), lovassági tábornoki rangban. 1889-ben az Aranygyapjas rend tagjává avatták.
Cikkei a Hetilapban jelentek meg (1847/135. szám, „Pályakérdés a belföldi gyarmatosítás ügyében”). A főrendiházban a polgári házasság és a főrendiházi reform tárgyalásai alkalmával szólalt fel több ízben.
A Vasárnapi Újság így méltatta életművét:
„Gr. PÁLFFY MÓRICZ lovassági tábornok halálát jelentik szeptember 15-éről Bécsből. Egyik nagyon szembetűnő és rokonszenv nélküli alakja az elhunyt azoknak a szomorú időknek, mikor a magyar nemzetet a tróntól viszály választotta el. Helytartója volt 1861—65-ben Magyarországnak, tehát már abban az időben, mikor az abszolút hatalom porladozott, de Pálffy Móricz e hatalmat egész kíméletlenségében éreztette. Egész élete és pályája távol esik a magyarság minden hazafias törekvésétől, noha akkor élt, mikor a jók a haza mellett egyesültek. Megcsontosodott katona volt és maradt. Nagy kort, 85 évet élt, de már régen nem is emlegették, habár el sem felejtették…”

## Családja
1850. május 6-án vette feleségül Wilczek Mária-Paulinát (1829. augusztus 19-?), császári és királyi. csillagkeresztes és palotahölgyet, kitől hét gyermeke született:
1. Irma Gabriella (1852. március 17. – 1930).
2. József (Landshut, Galícia, 1853. szeptember 8. - Davos, Svájc, 1920. január 22.), császári és királyi kamarás és tartalékos hadnagy az utász ezredben, a magyar főrendiház tagja.[4] Középiskolai tanulmányait Pozsonyban és Budapesten végezte, Tanult a bécsi műegyetemen és ugyanott gazdasági képzésben is részesült, jogot pedig Pozsonyban hallgatott. Bejárta Európát, Afrikában Szudánon keresztül elhatolt a Kék-Nílus etiópiai mellékfolyóihoz, és tagja volt egy északi-sarki (Jan Mayen-szigeti) expedíciónak. Az 1878. évi boszniai hadjáratban mint utászhadnagy vett részt. Neje Wilczek Lujza.
3. Gizella (1854. szept. 22. – 1947), és királyi csillagkeresztes hölgy; férje gr. Dubsky Adolf (1833–1911) császári és királyi kamarás és ezredes az osztrák 1. honvéd dragonyos-ezredben. Házasságukat 1880. november. 16-án tartották, Pozsonyban.
4. Mária Terézia (1856. január 25. – ?), Stefánia trónörökösné-főhercegné udvarhölgye.
5. János Nepomuk  Mária József Joakim (1857. március 19. - 1934). császári és királyi kamarás, tartalékos főhadnagy a 7. sz. huszárezredben. Nagy-Küküllő vármegye főispánja.[5]
6. Paulina (1866. augusztus 1. – ?)
7. Móric József (1869. február 11. – ?), a máltai rend lovagja.[6][7]

## További irodalom
- Daniel Hupko 2011: Gróf Móric Pálfi - Vojensko-politický profil aristokrata. Vojenská história 2011/2